# Hargeria rapax
Hargeria rapax är en kräftdjursart som först beskrevs av Harger 1879.  Hargeria rapax ingår i släktet Hargeria och familjen Leptocheliidae. Inga underarter finns listade i Catalogue of Life.